# João Moreira Salles
João Moreira Salles (Rio de Janeiro, 27 de março de 1962) é um documentarista, produtor de cinema brasileiro e fundador da revista Piauí.
Em 2024, foi listado como a 11ª pessoa mais rica do Brasil, pela revista Forbes.

## Biografia
É filho do embaixador Walther Moreira Salles e irmão do cineasta Walter Salles. 
Em 2006 criou a revista piauí, segundo ele, "para contar boas histórias com humor".
Em 2017, junto com sua esposa Branca Vianna Moreira Salles, João doou R$ 350 milhões para o primeiro instituto privado dedicado ao fomento de pesquisa e divulgação científica do Brasil, nomeado por ele mesmo de Serrapilheira.
Em 2025, passou a integrar, ao lado do seu irmão Pedro Moreira Salles, o Conselho Deliberativo do Insper, instituição em que se formou no curso de Economia.

## Carreira
Seu primeiro trabalho, em 1985, foi o roteiro para a série "Japão, uma Viagem no Tempo", exibida na extinta TV Manchete.
Em 1987, os dois irmãos fundaram a produtora Videofilmes, com o propósito inicial de realizar documentários para a televisão, mas que acabou sendo a produtora de importantes filmes da chamada retomada do cinema brasileiro. Ainda em 1987, João dirigiu "China, o Império do Centro" e fez o roteiro do documentário "Krajcberg, o Poeta dos Vestígios", pelo qual recebeu prêmios na Itália, em Cuba e no Brasil. Também recebeu um prêmio em Paris por um especial co-produzido e veiculado pela rede Manchete, “Blues” (1990).
Entre 1991 e 1996, trabalhou em publicidade. Em 1998, lançou a série de programas "Futebol", codirigida por Arthur Fontes. No ano seguinte, com Kátia Lund, dirigiu "Notícias de uma Guerra Particular", um documentário sobre a população, a polícia e o tráfico de drogas no Rio de Janeiro.
Entre maio de 1999 e maio de 2000, João coordenou um grupo formado pelos jornalistas Dorrit Harazim, Flávio Pinheiro, Marcos Sá Corrêa e Zuenir Ventura e os documentaristas Arthur Fontes e Izabel Jaguaribe e trabalharam numa série de documentários mesclando a experimentação artística do cinema ao trabalho jornalístico de  investigação. Com o propósito de exibir um ponto de vista que aparece pouco sobre o país, estreou em agosto de 2000, no canal de TV por assinatura GNT, da rede Globosat, a série de documentários intitulada “6 Histórias Brasileiras”.  Dois episódios da série foram dirigidos por João.
Na Videofilmes produziu "Lavoura Arcaica", de Luiz Fernando Carvalho, "Madame Satã", de Karim Ainouz, "Babilônia" e "Edifício Máster", de Eduardo Coutinho, entre tantos outros filmes.
Em 2002, João lançou o documentário "Nelson Freire", sobre a carreira do pianista brasileiro. Durante a campanha presidencial, em 2002, João filmou os bastidores da campanha política do então candidato Luiz Inácio Lula da Silva, criando o documentário "Entreatos", lançado em 2004. Em 2007 lançou "Santiago", um documentário sobre um antigo mordomo de sua própria família.

## Filmografia
Como diretor de longas
- 1999 - Notícias de uma guerra particular (dirigido e escrito em parceria com Kátia Lund)
- 2003 - Nelson Freire
- 2004 - Entreatos
- 2006 - Santiago
- 2017 -  No Intenso Agora

Como diretor de curtas e projetos para TV
- 1987 - China - O Império do Centro (para TV)
- 1989 - América (série) (para TV)
- 1990 - Blues (para TV)
- 1990 - Poesia é uma ou duas linhas e por trás uma imensa paisagem (curta-metragem)
- 1998 - Futebol (para TV; codirigido com Arthur Fontes)
- 2000 - O Vale, episódio de 6 Histórias Brasileiras (para TV; codirigido com Marcos Sá Corrêa)
- 2000 - Santa Cruz, episódio de 6 Histórias Brasileiras (para TV; codirigido com Marcos Sá Corrêa)

Como produtor
- 2001 - Babilônia 2000, de Eduardo Coutinho
- 2001 - Lavoura Arcaica, de Luiz Fernando Carvalho
- 2001 - Onde a Terra acaba, de Sérgio Machado
- 2002 - Madame Satã, de Karim Aïnouz
- 2002 - Edifício Master, de Eduardo Coutinho
- 2002 - Peões, de Eduardo Coutinho
- 2004 - Raízes do Brasil – Uma cinebiografia de Sérgio Buarque de Hollanda, de Nelson Pereira dos Santos
- 2005 - O Fim e o Princípio, de Eduardo Coutinho
- 2007 - Jogo de Cena, de Eduardo Coutinho
- 2009 - Moscou, de Eduardo Coutinho
- 2010 - Uma Noite em 67, de Ricardo Calil e Renato Terra
- 2010 - A família Braz: Dois tempos, de Arthur Fontes e Dorrit Harazim
- 2011 - As Canções, de Eduardo Coutinho
- 2015 - Últimas Conversas, de Eduardo Coutinho

## Premiações
- Menção especial no Festival de Málaga com "Notícias de uma guerra particular" (1999)
- Melhor documentário no Festival de Havana com Entreatos (2002)
- Melhor documentário no Grande Prêmio do Cinema Brasileiro com Nelson Freire (2003)
- Melhor documentário no Cinéma du Réel e no Miami Film Festival com Santiago (2007)
- Melhor documentário no Cinéma du Réel com No intenso agora (2017)